# خافيير سبيراتيس
خافيير سبيراتيس (بالإسبانية: Javier Subirats)‏ هو مدرب كرة قدم ولاعب كرة قدم إسباني في مركز الوسط، ولد في 2 أكتوبر 1957 في بطرنة في إسبانيا. شارك مع منتخب إسبانيا تحت 21 سنة لكرة القدم ومنتخب إسبانيا لكرة القدم. أما مع النوادي، فقد لعب مع فالنسيا ميستايا ونادي جيرونا ونادي فالنسيا.